# PricewaterhouseCoopers
PricewaterhouseCoopers, afgekort PwC, is een internationaal assurance- en (belasting)advieskantoor, met de hoofdzetel in New York. PwC Nederland behaalde in het boekjaar 2021/2022 een netto-omzet van 937 miljoen euro met een bezetting van bijna 5500 medewerkers. In Nederland heeft het bedrijf dertien vestigingen. Het Nederlandse hoofdkantoor staat in Amsterdam. De onderneming is actief in de zakelijke dienstverlening op het gebied van accountancy, belastingen, human resources, auditing, crisismanagement, performance improvement en financiële services.
PwC ontstond in 1998 door een fusie van Price Waterhouse en Coopers & Lybrand. De consultancytak werd in 2002 verkocht aan IBM. De advisory-afdeling werd echter opnieuw opgezet na de verkoop van de consultancytak. Tot en met 2010 stond het kantoor bekend als PriceWaterhouseCoopers. PwC wordt samen met KPMG, EY (Ernst & Young) en Deloitte tot de Big Four gerekend.
De formele naam is PricewaterhouseCoopers, aangevuld met een toevoeging van de betreffende entiteit (land of activiteit), maar vanaf 2010 maakt het bedrijf in haar commerciële uitingen gebruik van de naam PwC. Het wereldwijde netwerk bestaat uit kantoren in 152 landen waar meer dan 328.000 mensen werken.

## Geschiedenis
De geschiedenis van PwC begint in 1849, toen Samuel Price een accountantskantoor startte in Londen. In 1865 ging hij een partnerschap aan met William Holyland en Edwin Waterhouse. Korte tijd later ging William Holyland zelfstandig verder. Vanaf 1874 stond het kantoor bekend als Price, Waterhouse & Co. In 1890 opende Price Waterhouse & Co een kantoor in New York en al snel volgden meerdere vestigingen in het Britse Rijk.
Ook de geschiedenis van Coopers & Lybrand gaat terug tot de negentiende eeuw. In 1854 startte William Coopers zijn kantoor in Londen. Zeven jaar later sloten zijn drie broers zich bij hem aan; de naam van het kantoor werd dan ook Coopers Brothers. In 1898 begonnen de Amerikanen Robert H. Montgomery, William M. Lybrand, Adam A. Ross Jr. en zijn broer T. Edward Ross het accountantskantoor Lybrand, Ross Brothers and Montgomery. In 1957 werden deze twee bedrijven samengevoegd met de Canadese firma McDonald, Currie and Co. waardoor Coopers & Lybrand ontstond.
In 1990 nam Coopers & Lybrand de Britse tak van Deloitte Haskins & Sells over, maar de meeste andere delen van Deloitte fuseerden met Touche Ross tot Deloitte Touche Tohmatsu.
De Nederlandse 'voorouders' komen via Coopers & Lybrand; het middelgrote Dijker en Doornbos beëindigde in 1989 de samenwerking met haar internationale partner BDO (Binder, Dijker, Otte). In de Deloitte-telg Van Dien vonden zij een nieuwe fusiepartner en zo ook weer de  aansluiting op de internationale markt. Fusieproduct Deloitte Dijker van Dien maakte zich in 1990 los van Deloitte en werd Coopers & Lybrand, Dijker van Dien.

## Affaires rondom PricewaterhouseCoopers
In 2005 werd door onderzoeker Pieter Lakeman, van Stichting Onderzoek Bedrijfs Informatie (SOBI), tegen PwC een tuchtklacht ingediend, inzake hun rol in de zogenaamde Chipshol-affaire. PwC had volgens SOBI ten onrechte het jaarverslag over 2004 van luchthaven Schiphol goedgekeurd. Volgens SOBI gaf het jaarverslag onvoldoende duidelijkheid over het financiële risico waaraan Schiphol blootstond, vanwege eerder onrechtmatig gedrag van Schiphol jegens Chipshol. De accountantskamer (de tuchtrechter op het gebied van de accountancy) verklaarde de klacht van SOBI ongegrond, omdat er volgens haar geen rechtsregel is die stelt dat lopende schadeclaims in (de toelichting van) de jaarrekening vermeld moeten worden. Het was de eerste uitspraak van de tuchtkamer over verslaglegging van lopende juridische procedures.
Op 12 december 2013 werd bekend dat de jaarrekening van 2007 van Econcern, die door PwC was goedgekeurd, misleidend was. De curatoren dienden derhalve een tuchtklacht in tegen accountant PwC. Op 25 april 2014 verwierp de accountantskamer het beroep op verjaring, waarachter de accountants Feico van der Ploeg en Peter Tieleman zich in eerste aanleg hadden verscholen. Op 18 augustus werd de zaak inhoudelijk behandeld, waarna op 13 oktober 2014 de twee aangeklaagde accountants voor 1 maand werden geschorst. Op 4 februari 2016 betaalde PwC 25 miljoen aan de curatoren, als schikking.
De veroordeelde Maapron-directeuren, Klaas P. en Cees G., behaalden een overwinning op twee forensische accountants van PwC. In hoger beroep gaf het College van Beroep voor het bedrijfsleven de twee PwC accountants in maart 2015 een waarschuwing en een berisping. Het forensisch onderzoek was volgens het College op hoofdpunten niet onafhankelijk.
Voor een persoonsgericht onderzoek naar de voormalige CEO van Linx Telecom, heeft PwC-accountant Bernard Prins een berisping gekregen van datzelfde College. De rechters stelden vast dat Prins, zonder adequate verificatie, is meegegaan in de wens van zijn opdrachtgever om tegen de voormalige CEO ten strijde te trekken.
In april 2021 kwam naar buiten dat het OM onderzoek doet naar vermeende corruptie en valsheid in geschrifte bij dochterondernemingen van SHV. Onderzocht wordt in deze de strafrechtelijke positie van de accountant PwC.